# Оклер, Юбертина
Юбертина Оклер (10 апреля 1848, Сен-Приест-ан-Мюра — 4 августа 1914, Париж) — ведущая французская феминистка и гражданская активистка за избирательное право женщин.

## Ранние годы
Юбертина родилась в департаменте Алье в регионе Овернь в семье среднего класса. Отец умер, когда ей было 13 лет, и мать отправила её жить и учиться в Римско-католический монастырь. Будучи молодой девушкой, она планировала стать монахиней, но покинула монастырь в 16 лет. Отдалившись от матери, она некоторое время жила с дядей, но через несколько лет ей пришлось вернуться в монастырь. В 1869 году Юбертина окончательно решила покинуть монастырь и переехала в Париж. В то время, свержение императора Наполеона III и создание третьей Республики открыли двери для активности со стороны женщин. Они вступили в борьбу за внесения изменений в Кодекс Наполеона, чтобы добиться для женщин права получения образования, экономической независимости, а также легализацию развода.

## Политический активизим и феминизм
Оклер была вдохновлена высокопрофессиональной деятельностью активистов Марии Дерэм и Леона Ришера. Последовав их примеру, она также стала выполнять работу, способствующую развитию феминизма, и вскоре получила должность секретаря Ришера. Под влиянием жизни в католическом монастыре, и, как многие ведущие республиканские феминистки в то время, она была антиклерикальной активисткой. В то время основной фокус французского женского движения был направлен на то, чтобы изменить законы. Оклер же настаивала на том, чтобы женщинам было предоставлено право баллотироваться на государственные должности, утверждая, что несправедливые законы никогда бы не были приняты, если бы мнения женщин-законодателей были услышаны. В 1876 году она основала Общество защиты прав женщин (фр. Société le droit des femmes) для поддержки избирательного права женщин, а в 1883 году организация официально изменила своё название на Женское избирательное общество (Société le suffrage des femmes).
В 1878 году в Париже состоялся Международный конгресс по правам женщин, но, к огорчению Оклер, он не поддержал избирательное право женщин. В 1880 году решительная Оклер начала Налоговый бунт, утверждая, если женщины не могут баллотироваться, то и не должны подвергаться налогообложению. Одним из её юридических советников стал адвокат Антонин Левриер, за которого она позже вышла замуж. 13 февраля 1881 она запустила La Citoyenne, ежемесячную газету, которая ратовала за предоставление женщинам избирательных прав. Газета получила широкую поддержку от элиты феминистского движения, например, Каролины Реми, а светская львица Мария Башкирцева даже написала несколько статей для газеты. В своих работах в 1890-х годах Оклер также ввела в английский язык термин «феминизм», впервые придуманный Шарлем Фурье.
На Социалистическом рабочем Конгрессе в Марселе в 1879 году Оклер страстно выступала за права женщин, но утверждала, что они нуждаются в экономической независимости из-за своего «естественного» материнства. Оклер входила в состав специального комитета по рассмотрению вопроса о равенстве женщин, и ей был предоставлен час для выступления на Конгрессе по этому вопросу. После выступления ей было предложено возглавить комитет по подготовке заявления о правах женщин. В нём было сказано, что женщины должны иметь те же социальные, правовые, политические и трудовые права, что и мужчины, и Конгресс его одобрил.
В 1884 году французское правительство окончательно узаконило развод. Но Оклер осудила этот шаг из-за явно предвзятого отношения закона к женщинам, которое все ещё не позволяло им сохранять свои накопления. Оклер выдвинула радикальную идею о том, чтобы между супругами заключался брачный договор с разделом имущества.

## Алжир и феминизм

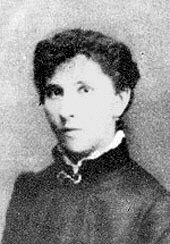
Юбертина Оклер

Оклер с супругом переехали в Алжир в 1888 году, где оставались в течение четырёх лет. Находясь там, Оклер активно изучала и записывала наблюдения за повседневной жизнью арабских женщин. Оклер проводила параллель между мужским предубеждением против женщин во Франции и расовым предубеждением против колонизированного населения Алжира. «Французские алжирцы … делают всё возможное, чтобы держать арабов в состоянии невежества, столь благоприятном для эксплуатации и господства». После смерти мужа она вернулась в Париж.
Её деятельность в защиту прав алжирских женщин была параллельна «семейному» или «материнскому» феминизму, за который она выступала во Франции. Предрассудки приняли форму сговора французов с арабскими мужчинами с целью подавления образования арабских женщин и почитания исламских традиций детских браков, полигамии и торговли невестами, которые ограничивают права арабской женщины.
Оклер повиновалась моральному долгу ради повышения статуса арабских женщин, который бы дал им возможность обрести чувство собственного достоинства, как у француженок. В Алжире и по возвращении во Францию Оклер предприняла ряд юридических процедур, направленных на признание прав арабских женщин, среди которых ходатайства об улучшении образования и отмене полигамии. В то же время как её мысли об исламской культуре укоренились в имперском мышлении, она ясно дала понять, что французский колониализм негативно влияет на общество, в котором она пребывала. Она утверждала, что притеснение со стороны исламских законов усугубилось сговором между французами в Алжире и арабскими мужчинами. Они, в её глазах, казались отсталыми отчасти из-за проявлений расизма со стороны французских поселенцев. Из-за угнетения мужчин в колонизированных женщинах она видела ещё более значительные страдания. Она утверждала, что из-за патриархата арабов и французов алжирские женщины были менее развиты в социальном, моральном и культурном отношении.
Она писала о последствиях, которым подверглись арабские женщины из-за ислама, в алжирской прессе Le Radical Algérien и в La Citoyenne. Непреднамеренно её работа в Алжире послужила ещё одним оправданием французского колониализма, поскольку она высветила предполагаемое ухудшение положения арабских женщин при алжирском правлении. Больше не в состоянии поддерживать La Citoyenne финансово, Оклер закрыла газету, но продолжила свою деятельность. В 1900 году она стала свидетельницей создания «Национального совета французских женщин» как единой организации для феминистских групп во Франции, которые вскоре стали поддерживать избирательное право.

### Критика
Джулия Клэнси-Смит, автор книги Ислам, гендер и идентичности в создании французского Алжира, пишет, что, хотя Оклер критикует негативное влияние французского колониализма, она похожа на современных британских феминисток в использовании дискурса «универсального сестринства», который был оксюморонно имперским и иерархическим для защиты колонизированного населения. В то время как Оклер обвиняла французских мужчин в том, что они усугубляют «варварство» арабских мужчин и тем самым ухудшают положение арабских женщин, большая часть её риторики в защиту арабских женщин изображала их жертвами своей религии.
Клэнси-Смит цитирует Оклер, которая утверждала, что арабские мужчины сделали женщин «маленькими жертвами мусульманского разврата» и должны быть «освобождены из своих клеток, стен домов и монастырей», чтобы ассимилироваться с французскими женщинами. Сочинения Оклер об алжирских женщинах были сосредоточены, по словам Клэнси-Смит, «на морально извращённых сексуальных обычаях туземцев». Например, в наиболее провокационном разделе работы Оклер подробно излагается её аргумент о том, что «арабский брак — это изнасилование ребёнка». Клэнси-Смит также критикует достижения Оклер как активиста: все петиции, которые Оклер подавала от имени алжирских женщин, были встречены с безразличием, по словам самой же Оклер. Нет никаких записей об осведомлённости мусульманских женщин или реакции на её пропаганду. Клэнси-Смит утверждает, что Оклер вернулась в Париж в 1892 году без «каких-либо конкретных результатов», кроме попыток иронического убеждения французов в том, что алжирцы были слишком дикими и непригодными для получения политических прав.

## Поздний активизм
В июле 1907 года замужние женщины во Франции наконец получили частичный контроль над своими собственными сбережениями, благодаря лоббированию Ассоциации Авант-курьер во главе с Жанной Шмахль. Если женщина покупала на свои заработки что-то, что она не потребляла сама, например предмет мебели, он становился собственностью её мужа, если только в брачном контракте не было оговорено иное, что обычно происходило с состоятельными парами.
В ноябре 1907 года Генеральный Совет Сены уступил давлению со стороны Оклер и поддержал законопроект Поля Дуссаусоя 1906 года, предлагавший узаконить избирательное право женщин, ограничившись местными выборами.
60-летняя Оклер продолжила свое движение за полное равноправие. В 1908 году она символически разбила урну для голосования во время муниципальных выборов в Париже, а в 1910 году она и Маргерит Дюран бросили вызов властям и представили себя кандидатами на выборах в члены Законодательного собрания.
Будучи одной из центральных фигур в истории французского движения за права женщин, Оклер продолжала деятельность вплоть до своей смерти в 1914 году в возрасте 65 лет. Она похоронена на кладбище Пер-Лашез в Париже. Скульптура на её могиле увековечивает «избирательное право женщин».